# أسيير رييسغو
أسيير رييسغو أونامونو (بالإسبانية: Asier Riesgo Unamuno)‏ (مواليد 6 أكتوبر 1983) هو لاعب كرة قدم إسباني ، يلعب حاليًا لنادي إيبار الإسباني في مركز حراسة المرمى.

## الألقاب والإنجازات

### على مستوى الأندية

#### ريال سوسيداد
- دوري الدرجة الثانية الإسباني: 2009–2010

### على المستوى الدولي

#### إسبانيا تحت 19
- بطولة أوروبا تحت 19 سنة لكرة القدم: 2002

## روابط خارجية
- أسيير رييسغو على موقع الاتحاد الدولي (مؤرشف)  (الإنجليزية)
- أسيير رييسغو على موقع قاعدة بيانات كرة القدم.إي يو (الإنجليزية)
- أسيير رييسغو على موقع Soccerbase.com (لاعب) (الإنجليزية)
- أسيير رييسغو على موقع Soccerway.com (الإنجليزية)
- أسيير رييسغو على موقع عالم كرة القدم.نت (الإنجليزية)
- أسيير رييسغو على موقع AS.com (الإسبانية)